# Турцевич, Николай Фёдорович
Николай Фёдорович Турце́вич (белор. Мікалай Фёдаравіч Турцэвіч; 1914, дер. Колбасичи, Речицкий уезд, Минская губерния, Российская империя — 14 февраля 1940, Выборгская губерния, Финляндия) — лейтенант, командир взвода, Герой Советского Союза (1940).

## Биография
Родился в 1914 году в деревне Колбасичи (ныне дер. Турцевичи, Калинковичский район, Гомельская область, Республика Беларусь) в крестьянской семье. Белорус. Окончил среднюю школу. Работал в колхозе.
В Красной Армии с 1936 года. С 1937 года курсант Вяземского военного пехотного училища, которое закончил в 1939 году. Участник советско-финской войны 1939-1940 годов.
Командир взвода моторизованной роты 175-го отдельного разведывательного батальона (150-я стрелковая дивизия, 13-я армия, Северо-Западный фронт) кандидат в члены ВКП(б) лейтенант Николай Турцевич отличился 14 февраля 1940 года в районе мыса Патаниеми на озере Суванто-ярви.
Получив задачу разведать систему огня на мысе, Николай Турцевич со своим взводом подошёл к проволочному заграждению, проделал в нём проходы и атаковал противника, в результате чего была вскрыта вражеская система огня. Командир взвода погиб в этом бою. Похоронен вблизи посёлка Сапёрное Приозерского района Ленинградской области.
Указом Президиума Верховного Совета СССР от 7 апреля 1940 года «за образцовое выполнение боевых заданий командования на фронте борьбы с финской белогвардейщиной и проявленные при этом отвагу и геройство» лейтенанту Н. Ф. Турцевичу посмертно присвоено звание Героя Советского Союза.

## Награды и звания
- Медаль «Золотая Звезда» Героя Советского Союза
- Орден Ленина

## Память
12 июля 1965 года деревня, в которой родился Герой, была переименована в Турцевичи.